# Хроніки Томаса Ковенанта
«Хроніки Томаса Ковенанта» — серія з десяти фантастичних романів, написаних американським письменником Стівеном Р. Дональдсоном. Серія розпочалася як трилогія під назвою «Хроніки Томаса Ковенанта, Невіруючого». За цим послідувала ще одна трилогія «Другі хроніки Томаса Ковенанта» і, нарешті, тетралогія «Останні хроніки Томаса Ковенанта».
Головний герой оповідань — Томас Ковенант, озлоблений і цинічний письменник, хворий на проказу, якого суспільство уникає, і йому судилося стати героїчним рятівником Землі, іншого світу. У десяти романах, опублікованих між 1977 і 2013 роками, він бореться з лордом Фоулом, «Зневажливим», який має намір вирватися з рабства фізичного всесвіту та помститися своєму заклятому ворогу, «Творцеві».

## Хроніки Томаса Ковенанта, Невіруючого
1. Прокляття лорда Фоула (1977)
2. Іллеартська війна (1978; Золотий вогонь — вперше опубліковано 1981)
3. Сила, що зберігає (1979)

Повість «Золотий вогонь» спочатку з'явилася як окрема новела (ілюстрована Пітером Гудфелловом), але зараз найбільш широко доступна як частина більшості версій збірки оповідань Дональдсона «Дочка королів» (1985). Дія розгортається під час дії «Війни на Землі» та охоплює епізод приреченої місії зв'язатися з Гігантами. Золотий вогонь розповідається з точки зору Корика, старшого Кровавого охоронця на місії. У ньому описується вибір Коріком Кривавої варти місії, а потім розповідається про проходження місії через ліс Гріммердхор, де вони перемагають засідку ур-вілів і крешів (вовків). Розповідь закінчується, коли місія залишає ліс.
За передмовою автора, Золотий Вогонь спочатку був частиною більшого, запланованого розділу Війни Іллеарта, який слідував за місією до Гігантів у «реальному часі», але був вирізаний через обмеження простору, а також через точку зору невідповідність решті Хронік. Події під час походу через Гріммердхор не згадуються в опублікованій розповіді про Війну Іллеарта, і деяка інформація про походження та мотивацію Кривавої Варти, наведена тут, з'являється в інших контекстах опублікованих Хронік. Решту місії після проходу Гріммердхор було включено в Хроніки за допомогою розповіді посланців Кривавої Варти.

## Другі Хроніки Завіту Томаса
1. Уражена земля (1980)
2. Одне дерево (1982)
3. Володар білого золота (1983)

## Останні хроніки Томаса Ковенанта
1. Руни Землі (2004)
2. Фатальний привід (2007)
3. Проти того, щоб все закінчилося (2010)
4. Остання темрява (2013)

## Народи та істоти Землі
Печерні воїни — це слабко розумні підземні істоти, які вміють обробляти метал і видобувати корисні копалини. Вони слабохарактерні, і їх легко залякати лордом Фоулом, щоб вони стали йому служити (хоча колись вони відкрито торгували з людьми Краю). Вони описані як такі, що мають «довгі, худі кінцівки, руки величезні й важкі, як лопати», а також «тонкий, згорблений торс і голову у формі тарана». Слюнявий кам'яний черв'як — печерний хробак.
Творець — таємнича істота, яка створила Землю та всесвіт, у якому вона існує. Цей всесвіт називають «Землею», але це явно інша реальність, ніж світ Ковенанту. Фундаментальна структура Всесвіту, Арка Часу, не дозволяє Творцеві безпосередньо втручатися в події у світі, який він створив, і він ніколи не з'являється у фізичній формі в цьому світі. Однак він може проявлятися в «реальному» світі — він з'являється перед Ковенантом і Лінденом як старий у охтистій мантії — і направляє тих, хто намагається встановити контакт між всесвітами.
Демондіми — нині вимерла раса, породжена Вайлами. Вони мали напівтілесну природу і могли досягти фізичної присутності лише шляхом оживлення мертвих тіл. Спочатку вони не були цілком злими, але їхню притаманну ненависть до себе використав лорд Фол, щоб завоювати їхню прихильність. Вони породили дві інші раси, вайнгімів та ур-вілесів.
Елохіми — «феєричний» народ із богоподібною силою. Вони виглядають (для сприйняття смертних) як прекрасні чоловіки та жінки та здатні до приголомшливих фізичних трансформацій. Вони мешкають у віддаленому регіоні Землі під назвою Ельмеснедене, до якого можна дістатися лише на кораблі через вузький фіорд під назвою «Сировина». Хоча інші люди можуть відвідувати і навіть залишатися в Ельмеснедене, час там швидко тече, і навіть довгожителі Гіганти швидко старіють і вмирають. З їх власної точки зору, Елохіми становлять одушевляючий принцип Землі, а історія Землі є проявом подій у їхній власній свідомості. Оскільки вони вважають свою власність єдиним «справжнім» місцем на Землі, вони рідко втручаються в зовнішні події. Однак, якщо вони помічають серйозну загрозу для Землі, один із них «призначається», щоб спробувати відвернути загрозу — і нести вартість невдачі.
Лісовики — істоти, які служать лісам Землі, залишкам Єдиного Лісу, великого розумного лісу, який колись покривав Землю. На вигляд вони люди, але, за словами Елохіма, їх створив сам Єдиний Ліс, використовуючи знання іншого Елогіма, ув'язненого в Колосі. Лісовики активно захищали ліс, що залишився, від знищення зазіханнями смертних. Їх було більше в далекому минулому, але мало хто з них дожив до епохи Нових Лордів. На час Другої хроніки, коли залишки стародавнього лісу (за винятком Гігантських Лісів у Нижній Землі) були давно мертві, останній Форестал, що залишився, жив в Анделайні. Його ім'я було Каер-Каверал, хоча спочатку він був Гіле Трой, людиною зі світу Ковенанту, який колись був Вормарком (головнокомандуючим) армії Лордів. Як описано в Іллеартськsq війнs, смертний у відчайдушній ситуації може попросити допомоги Лісовиків, заспівавши власну пісню («Я — ліс…»), але кожен, хто це зробить, повинен заплатити, ставши Лісовикам себе. Гіле Трой був готовий заплатити цю ціну, щоб врятувати армію під його командуванням від поразки та знищення.
Гіганти — раса надзвичайно довгоживучих (але все ж смертних) гуманоїдів незвичайного зросту та сили. Гіганти відомі своїми знаннями про камінь (схожими, але не ідентичними на знання Стоундаунорів), своїми навичками мореплавства, добрим гумором і любов'ю до оповідань. Поширене гігантське вставне слово: «Камінь і море!» Гіганти стійкі до холоду, їм не зашкодить звичайний вогонь. Однак вогонь завдає їм сильного болю, який вони використовують, щоб вилікувати себе від горя в ритуалі, відомому як камора. У обмін на послугу, зроблену таємничому Елохіму давно, вся раса Гігантів наділена вродженою здатністю говорити та розуміти всі мови. Власна мова Велетнів дуже яскрава й багатослівна, а людську мову вони вважають досить короткою та невиразною. Гігантів Землі іноді називають Безпритульними, оскільки вони давно були розлучені зі своєю батьківщиною. Хоча Велетні люблять дітей, вони стають безплідними, і їх кількість зменшується. Кевін Лендвостер довірив їм перший зі своїх семи оберегів перед Ритуалом осквернення. Іноді вони звертаються (і звертаються до них) до людей «Рокбрат» або «Роксестра» на честь давнього союзу, який вони уклали з Верховним лордом Дамелоном Друг Велетнів. Сальтеарт Фоамволловер — це гігант.
Грифони — крилаті леви. Іноді на них їздять ур-вілі.
Харучаї — витривала раса воїнів, що живе в горах Вестрон, на захід від Землі. Харучаї уникають використання зброї чи магії, пишаючись власною фізичною майстерністю та чистотою своєї служби, яка ніколи не дається легковажно. Вони мають здатність спілкуватися між собою за допомогою телепатії, і кожен може отримати доступ до спогадів усієї своєї раси. Зовні стоїчні, навіть, здавалося б, беземоційні, вони також можуть вважатися зарозумілими у своїх переконаннях. Кілька разів з'ясовується, що Харучаї — це дуже пристрасна раса, яка здатна поклястися, що служитиме все життя, якщо їх достатньо зворушити.
Інсеквенти — таємнича раса людей, яка мешкає на заході Землі. Кожен інсеквент має унікальний і дуже цілеспрямований навик, який може здаватися магічним або надлюдським. Ці навички варіюються від невидимості, віртуальної невразливості або навіть подорожі в часі. Вони відчувають майже зневажливу зневагу до харухаїв і запекле й давнє суперництво з елохімами, яке ще не повністю пояснено. Вони рідко розкривають свої справжні імена, але вважають за краще, щоб їх ідентифікували за титулами. Наразі в історіях з'явилися лише чотири інсеквенти: Махдубт, Борона, Теомах і Ардент. П'ятий, Чарівник, згадується декількома іншими персонажами, а шостий — Ауріференс — коротко згадується Ардентом, хоча вважається, що і Чарівник, і Ауріферент померли.
Лорди є лідерами та управлінцями Землі, також відомі як Друзі Землі. Стандарти володарства високі, тому їх, як правило, небагато. Для того, щоб стати Лордом, людина повинна оволодіти бойовими мистецтвами та теорією та застосуванням магії. Ці навички називаються відповідно Мечем і Посохом, і разом вони утворюють Перший завіт знань Кевіна, стародавнє сховище знань. Учня, який оволодіває обома частинами Знання — і не вирішує стати Звільненим, щоб розвивати власний шлях знань — запрошують приєднатися до Ради Лордів у Ревелстоні, також відомому як Фортеця Лордів. Лорди носять спеціальні посохи, які дозволяють їм направляти свою силу, і їх легко впізнати за небесно-блакитними мантіями.
Лорд Фоул — найпоширеніше ім'я давнього ворога Краю, дане йому Радою Лордів. Його також називають «Зневагою», «Сірим Вбивцею», «Губитель Душ», «Отруйним Ікло» (його ім'я в «Рівнинах Ра») і «а-Джеротом з Семи Пекл» в «Конклаві». За словами Роджера Ковенанта, він також називав себе «а-Джеротом», коли служив у раді Кевіна. Він описується як «злий син або брат серця Творця» і є джерелом усього зла в Країні. Це істота чистого духу, хоча здатна приймати людську подобу, і, очевидно, безсмертна: його не можна вбити, але його сила може бути зменшена майже до нікчемності. У тих випадках, коли це траплялося, він завжди міг відновити і регенерувати свою силу. Його бажання принести страждання на землю і, зокрема, на Землю, проявляється в його надзвичайно добре організованих і навіть обережних довгострокових планах протягом усього літопису.
Раніхійці задовольняють потреби Ранигіну (див. нижче). Справа життя раніхійців — служити Ранигіну, якого вони дуже поважають. Традиційно вони не їздять і не підпорядковують собі великих коней, і можуть образитися на тих, хто це робить. Той факт, що лорди Ревелстону та Варта Крові часто їздять верхи на великих конях, є головним предметом суперечок, але раніхійці терплять це з поваги до Ранигінів, які вирішили служити їм. Захищаючи Ранигін від Креша (великих вовків на службі Зневажливого) чи інших хижаків, раніхійці часто використовують мотузки як гароти, щоб зламати шиї нападникам. Раніхійці організовано в три касти: Менетрали, які є лідерами, Корди, які допомагають Манетралам під час навчання, щоб стати самими Манетралами, і Вінхоуми, які виконують домашні допоміжні обов'язки. Ще два ранги згадуються в «Рунах Землі» — Хранителі та Кур'єри, але їх розташування в ієрархії Рамен невідоме.
Ранигіни — великі коні Краю. У ранніх книгах ці коні живуть на рівнинах Ра, хоча в епоху Сонячного бою вони взагалі залишають Землю. Їх захищають їхні людські слуги раніхійці. Ранигіни схожі на звичайних коней, але вони більші, завжди мають зірку та в якомусь невизначеному сенсі посилені силою Землі, так що їхня швидкість, витривалість і інтелект перевершують швидкість, витривалість і інтелект звичайного коня. На ранигіні можуть їздити особи, яких вони вважають гідними, але людина, яка шукає такого верхового скакуна, повинна поїхати на Рівнини Ра і запропонувати себе коням на розгляд. Якщо ранигін приймає вершника, він вірний цьому вершнику до смерті. Вся Варта Крові прийняті Ранигінами, але не всі Лорди були визнані гідними. Ранигіни також мають обмежену здатність сприймати майбутнє; ці коні можуть «чути», коли вони знадобляться вершнику, чуючи їхній заклик за кілька днів або тижнів до того, як вершник зробить виклик. Таким чином, коли вершник викликає свого ранигіна, він з'являється незабаром після цього, незалежно від відстані між ними.
 Спустошувачі— безтілесні злі духи зі здатністю володіти й контролювати деякі нижчі істоти, а також більшість людей. Велетні та Варта Крові зазвичай несприйнятливі до цієї сили, і немає відомих випадків, коли Спустошувач володів Ранігіном. Є лише три Спустошувачі, стародавні брати, кожен з яких має багато імен, але їх зазвичай називають Турія (Херем), Самадхі (Шеол) і Мокша (Джеханнум). Їхня найбільша ненависть зберігається до дерев Єдиного Лісу давнини, а їхня огида до сили Землі та всього доброго призвела до того, що вони стали добровільними слугами лорда Фоула. Зневажливий якимось чином може підвищити свої здібності, коли йому заманеться, але може перешкодити їм володіти особами, яких він вважає надто могутніми (наприклад, їм не дозволено оволодіти Томасом Ковенантом, тому що його перстень зробив би їх надто могутніми, щоб лорд Фоул міг контролювати їх). Цьому володінню може сприяти, а в деяких випадках і потрібно, деяка зовнішня сила. Вони часто служать лідерами в арміях лорда Фоула або шпигунами серед його ворогів.
Стоунворори — це люди, що походять від корінних мешканців Землі. Вони відомі своїми знаннями про камінь і живуть у кам'яних хатинах. Майстра знання про камінь називають «Гравелінгас» або Радхамарл, що також відноситься до ремесла знання каменю. Стоундауни зазвичай темношкірі, присадкуваті та м'язисті, хоча це не завжди так. Трелл і Тріок обидва незвично високі для Стоундаунорів. Під час Другої хроніки їхні лідери відомі як Гравеллери, і вони приносять у жертву членів свого села, щоб використати кров, щоб викликати силу Сонячної лази. Сандеру, Гравелеру Мітіла Стоундауна, вдається використати силу Криля Лоріка, щоб викликати силу Сонячної Побічі без пролиття крові, і навчиться маніпулювати Сонячною Побіччю для власних цілей.
Ур-віли — сліпі, але надзвичайно магічні істоти чорного кольору, які належать до вимерлої раси під назвою Демондім. Одна з їхніх найвідмітніших здібностей полягає в тому, що, зібрані у формування клина, лідер (або майстер історії) на вершині володіє об'єднаною силою всієї групи, не послаблюючи жодного зі своїх родичів у решті клину. Ур-віли спочатку служили лорду Фоулу, але пізніше обернулися проти нього, створивши істоту Марнославну (з якої було створено новий Посох Закону). У «Рунах Землі» ур-віли активно приєдналися до «добра», хоча їхня мотивація залишається незрозумілою. Оскільки вони створені, а не народжені, ур-віли ненавидять власні тіла та часто спрямовують свою лють на інші цілі. Вони також не вмирають, окрім випадків, коли їх вбивають, або розмножуються природним шляхом, хоча вони зберігають знання, необхідні для створення більшої кількості собі подібних і Вейнхімів, проте їхні мотиви для цього відрізняються від мотивів природних істот.
Вайли — вимерла раса, яка породила Демондімів. Вони були нетілесними, але, тим не менш, дуже могутніми. Спочатку вони були гордою та обдарованою расою, але Рейвери довели їх до самоненависті та відчаю. Зрештою вони були знищені Радою лордів під керівництвом верховного лорда Лоріка «Негідника».
Вейнхіми — ще одна раса істот, породжена Демондімами, які дуже схожі на ур-вілів, хоча менші та світліші за кольором. Як і ур-віли (які є їхніми давніми ворогами), Вейнхіми були створені, а не народжені. Однак вони не поділяють ненависті своїх двоюрідних братів до себе і присвятили себе служінню Краю та Землі відповідно до своєї особливої етичної системи, Диваків Вейнхіма. Подібно до ур-вілів, вони б'ються у формі клина з майстром історії на вершині.
Вудгелвенніни — люди, що походять від корінних мешканців Землі. Вони відомі тим, що користуються знаннями про ліс і живуть у селах на верхівках дерев, які називаються «лісові гелвени». Старійшин села називають геерами. Майстра лісових знань називають Гаребранд, або ілліанріллами (ліліанріл зазвичай відноситься до ремесла деревних знань). Зазвичай вони світлошкірі, високі та стрункі. В епоху Сонячного Бейну, за відсутності постійних дерев, дерев'яні слуги перетворилися на села з дерев'яними хатинами.

## Основні поняття
У фантастиці Дональдсона Анделайн є центральною областю Землі, де земна сила особливо сильна. У Других Хроніках це єдине місце, захищене від Sunbane, оскільки воно захищене Forestal Caer Caveral.
Мови: люди, які мешкають на Землі (разом з гігантами, кейвейтами та людьми, що мешкають в інших регіонах Землі), здається, розмовляють сучасною англійською, хоча їхній стиль мови зазвичай досить формальний і архаїчний. У книгах ніколи не згадується дивна спільність мови між мешканцями Ковенанту та Краю. Є, однак, інші мови, що збереглися: наприклад, у «Прокляття лорда Фоула» Атіаран розповідає Томасу Ковенанту, що в епоху Старих лордів розмовляли іншою мовою (однак це суперечить у Fatal Revenant, коли Лінден Евері та Берек Напіврук розмовляють разом англійською). Нелюди також мають свої власні мови, наприклад, гавкаюча мова ур-вілейсів і вайнхімів, витончена і вишукана мова гігантів і рідна мова гаручів. У Другій Хроніці пояснюється, що гіганти отримали «дар мов» від Елохіма як нагороду за те, що розповіли просту казку, а братхайр, народ, який живе на краю Великої пустелі, також розмовляє своєю власною мовою, яка описується лише як «солонувата».
Хробак/Слово/Дивний. У космології Землі ядро Землі складається із згорнутої змії, яку називають «Черв'яком кінця світу». Коли Ковенант намагається відірвати гілку Єдиного Дерева, використовуючи силу білого золота, він ризикує розбудити Хробака (який не повністю спить, а просто відпочиває) і таким чином знищити Землю. Вейнхіми та ур-віли вірять у принцип етики або долі, який називається «Дивним». Елохіми мають концепцію, яка, здається, виконує обов'язок для обох цих вірувань: неможливо визначити, який звук використовується для цього: «Черв'як», «Слово» чи «Дивний», оскільки він виходить у розмитій формі, звучачи щось на кшталт «Вюрд».

## Термінологія
В історіях Томаса Ковенанта Дональдсон бере кілька термінів із санскриту, які є важливими в індуїзмі та буддизмі, і змінює їх значення в країні. Наприклад, термін мокша, який на санскриті означає звільнення від циклу смутку, дається як оригінальна назва істоти зіпсованості та зла, яка називається Спустошувач. Інший Спустошувач, Кулак Сатани, називається самадхі, що на санскриті означає стан розуму, в якому людина досягає єдності з об'єктом своєї концентрації. Третій Спустошувач, Родоубивця, називається турія, на санскриті означає стан чистої свідомості. Дональдсон прокоментував на своєму вебсайті, що мокша, самадхі та турія — це те, як описують себе Спустошувачі, тоді як їхні інші назви дають інші.

## Відгуки
Перший том серії увійшов до книги Девіда Прінгла «Сучасне фентезі: 100 найкращих романів».
Навпаки, у 1986 році Девід Ленгфорд опублікував есе Ніка Лоу, у якому Лоу запропонував «спосіб отримувати задоволення від книг Стівена Дональдсона (зайве говорити, що це не передбачає їх читання).» Ця пропозиція включала гру, яку він назвав «Clench Racing», у якій кожен гравець відкриває том Хронік Томаса Ковенанта на випадковій сторінці; переможцем стає той, хто першим знайде слово «clench». Лоу описує це як «швидку» гру — «шістдесят секунд надзвичайно затягнуто».
У 1995 році вчений WA Senior опублікував повне дослідження, опубліковане Kent State University Press, під назвою «Хроніки Стівена Р. Дональдсона Томаса Ковенанта: Варіації фантазії традиції». Він розміщує Хроніки в контексті фентезійної традиції та стверджує, що «Дональдсон зробив важливий внесок у канон завдяки своїм серйозним намірам і турботам про дорослих, його потужній міфопоезії та його маніпуляції умовностями епічного фентезі».
У 2009 році Джеймс Ніколл заявив, що Томас Ковенант виграє «спеціальну нагороду за життєві досягнення» за «найнеприємнішого нібито симпатичного головного героя».

## Цитування
1. ↑  Stephen R. Donaldson - Official Website.
2. ↑  The Well-Tempered Plot Device: Nick Lowe.
3. ↑  Senior, W. A. (1995). Stephen R. Donaldson's Chronicles of Thomas Covenant. Kent, Ohio: Kent State University Press. ISBN 978-1-61277-112-0.

## Загальні та цитовані джерела
- Fonstad, Karen Wynn (1985), The Atlas of the Land, New York: Ballantine Books, ISBN 978-0-345-31433-8